# Mars Base Camp
Mars Base Camp (MBC) (en español Campamento Base en Marte) es un proyecto de laboratorio espacial que orbitaría Marte, alojando astronautas aproximadamente en el año 2028. El proyecto de vehículo fue desarrollado por la compañía multinacional Lockheed Martin en los Estados Unidos y fue propuesto en el año 2016. Ambos proyectos se probarán en un futuro próximo, así como el MPCV de Orión, que también ha sido construido por Lockheed Martin.
El propósito de MBC es realizar ciencia telerrobótica en tiempo real, tanto en la órbita de Marte como en la superficie de sus lunas (Deimos y Phobos), así como servir como terreno probatorio para la preparación de seres humanos para futuras misiones a la superficie marciana.